# Prato Nevoso
Prato Nevoso je zimsko-športno središče v severni Italiji. Nahaja se v pokrajini Cuneo (Piemont) na nadmorski višini 1.480 m.
Njegovi začetki segajo v obdobje sredi 20. stoletja, ko se je skupina ligurskih podjetnikov odločila ustanoviti središče z lahkim dostopom iz Genove in Torina.
Tako kot zimsko-športno središče je Prato Nevoso priljubljen tudi za kolesarje. Med drugim je bil tudi gorski etapni cilj za profesionalne kolesarje na dirkah po Italiji (1996, 2000) in Franciji (2008).